# Sunsets for Somebody Else
Sunsets for Somebody Else è un singolo del cantautore e surfista statunitense Jack Johnson, pubblicato nel 2017 ed estratto dal suo settimo album in studio All the Light Above It Too.

## Tracce
- Download digitale

1. Sunsets for Somebody Else – 3:30